# Florian F. Mueller
Florian F. Mueller   (Bay City, 15 de juny de 1909 - Saint Petersburg, 14 de març de 1983) va ser un oboista, compositor i educador musical nord-americà.

## Biografia
El pare de Florian Mueller era un sastre que va emigrar d'Alemanya, la seva mare era de Michigan i era professora de música. Mueller va estudiar al Conservatori de Música de Chicago, on es va graduar amb un Màster en Música el 1928. Ja va ser actiu com a músic durant els seus estudis, per exemple a l'Orquestra Filharmònica de Rochester amb Eugène Goossens. De 1927 a 1954 Mueller va ser oboista a l'Orquestra Simfònica de Chicago, des de 1931 com a primer oboista. També va tocar a l'orquestra de John Philip Sousa durant un any el 1929.
A més del seu treball orquestral, Mueller es va fer un nom com a professor de música. Va ser membre fundador de la Universitat Roosevelt de Chicago, on també va formar part del senat universitari. El 1954, Mueller va rebre una plaça de professor d'oboè i orquestra de vent a la Universitat de Michigan, el 1956 esdevingué professor associat, el 1961 professor titular. Mueller es va retirar el 1974. Va ser considerat un pioner de l'"escola americana" d'intèrpretació d'oboè.

## Treballs
- 1929: Konzert für Oboe und Orchester
- 1942: Fünf symphonische Etüden für Orchester[6]
- 1946: Concert Music für Basstuba und Orchester[7]
- 1955: God of Our Fathers für Chor und Blasorchester
- 1958: Leichte Duette für Instrumente im Violinschlüssel
- 1960: Fünf Stücke für Bläserquintett
- 1976: Dramatic Overture für Blasorchester
- Konzertouvertüre in G für Blasorchester

## Publicacions
- Un mètode per a l'oboè. University Music Press, Ann Arbor 1961, OCLC 5022229.

## Premis
- El 1960, Mueller va rebre el premi Sousa/ABA/Ostwald de la American Bandmasters Association per la seva obertura de concert en sol.[8]